# Phụ âm
Phụ âm là một loại âm tố trong ngôn ngữ con người, được phát âm rõ ràng với sự đóng hoàn toàn hay một phần của thanh quản. Ví dụ [p] (tiếng Anh: "pop"), phát âm bằng môi; [t] (tiếng Việt: "ta"), phát âm bằng phần phía trước của lưỡi; [k] (tiếng Việt: "cá", đừng nhầm lẫn với kh), phát âm bằng mặt lưng của lưỡi; [h], phát âm từ thanh môn; [f] và [s], phát âm bằng cách đưa không khí qua một đường thoát hẹp; [m] và [n] là những âm mà không khí được thoát ra đằng mũi (âm mũi). Đối lập với phụ âm là nguyên âm.
Vì số phụ âm trong các ngôn ngữ trên toàn thế giới lớn hơn nhiều lần số ký tự trong bất kỳ bảng chữ cái nào, những nhà ngôn ngữ học đã tạo ra bảng mẫu tự phiên âm quốc tế (IPA) với mỗi ký tự ghi một âm.